# 孔雀鱼
孔雀魚（學名：Poecilia reticulata），又名孔雀花鳉，也称为凤尾鱼、彩虹花鳉、虹鳉、古比鱼等，是一種常見小型熱帶觀賞魚，具有明顯的性別二態性，顏色鮮艷，品系多，很受水族愛好者歡迎，被引進世界各地，是世界上分布最廣的熱帶魚之一。

## 分布和生活环境
原產於南美洲的委內瑞拉、巴貝多、千里達及托巴哥、巴西北部與蓋亞那的淡水流域，但也能生活在半淡鹹水的環境中，喜歡12至26度的水温，最佳溫度為25.5度至27.8度之間，普遍生活在硬水，酸鹼值偏弱鹼性（pH7至7.5）的環境。也能生活在半淡鹹、河口的環境中。

## 特征
野生種體色為深橄欖綠，腹部漸褪為銀色。體型細小，雄魚體長約1.5～4公分，最大可到7公分（通常會包含尾鰭的長度在內）,雌魚體長約3～7公分，雌鱼比雄鱼大，雌鱼通常較不鮮艷，体色暗淡，尾鰭高度與身體略同。雄魚臀鰭即生殖孔呈棒狀，用來與雌魚進行體內受精。
孔雀魚又叫「鳳尾魚」，因為它的尾巴就像是開屏的孔雀一樣。
孔雀鱼活泼好动，食性廣泛，喜食鱼虫等动物类食物，繁殖力强，有人因此称其为“百万鱼”，喜欢群居活动。是一种很有观赏性的鱼种。如在大型鱼缸中，配以丛丛水草，如同成群的彩色小鸟飞舞。

## 繁殖
孔雀魚的繁殖週期相當短，從孵化到具繁殖能力的成魚僅需2至3個月。因此在进行鱼种改良人工选择时，也能在较短时间內获得目标性状。
孔雀魚會捕食同类幼魚，甚至包括自己的后代。故培育時需特別注意懷孕的母魚，適時隔離至陰暗處或是水草缸中待產。这样才能保证生產存活率及收獲率。
孔雀魚以卵胎生繁殖。一胎可生數十尾幼魚。具体的数量取决于母魚的年齡、體型、健康情形等条件。初次生產的母魚通常只會生10至20尾，如是體長超過5公分的成熟母魚，甚至可生上百尾。
與安德拉斯孔雀魚（Poecilia wingei）容易雜交且後代具有生育能力，也有與其近親茉莉花鱂（Poecilia latipinna）、帆鰭花鱂（Poecilia velifera）雜交的紀錄，但雜交出來的個體總是居多都是不育的雄魚。
经人工培育而眼紅身白的白子鱼（注意不是眼黑身白的白化鱼），抵抗力較原品系弱許多，需較注意水質與預防感染。
另外，养殖中亦可以加入少許鹽類以減少鱼苗的感染（如水黴病）發生。

## 花色品系
- 禮服魚
- 草尾（Grass）
- 蛇紋（Cobra）
- 馬賽克（Mosaic）限尾部
- 單色（Single）
- 白金（Platinum）身體紋路
- 金屬（Metal）身體紋路
- 日本藍（Japanblue）身體紋路
- 古老品系（Old Fashion）身體紋路
- 聖塔瑪莉亞（Santamaria） 身體紋路
- 玻璃系（Glass）
- 黃尾（Yellow tail）尾部顏色
- 紅尾（Rad tail) 尾部顏色
- 雙劍（Double sword）尾部花紋（註：雙劍魚並非有兩條尾巴，尾部花紋使其看起來像兩條）

## 體色
- 野生
- 黃化
- 藍化
- 白子（黃化或藍化可與白子基因同時出現，白子即白化病）
- 虎紋

## 鰭的變異

尾鰭型態

孔雀鱼被人工选择出了多种尾鳍样式，其中三角尾最为普遍。这些尾鳍样式包括（按尾鳍形态图编号）：
- A.面纱尾
- B.三角尾
- C.扇尾
- D.旗尾
- E.双剑
- F.顶剑
- G.底剑
- H.琴尾
- I.锹尾
- J.矛尾
- K.圆尾
- L.针尾

孔雀鱼也有一些被选择出的背鳍样式，包括：
- 大背（背鳍向上加大,像鯊魚的背鰭）
- 延背（背鳍向后延长）
- 緞帶（腹鰭與臀鰭拉長）
- 大C緞帶（大背第1跟鰭條拉長，與緞帶性狀在整體外觀上形成C字形）

## 圖集

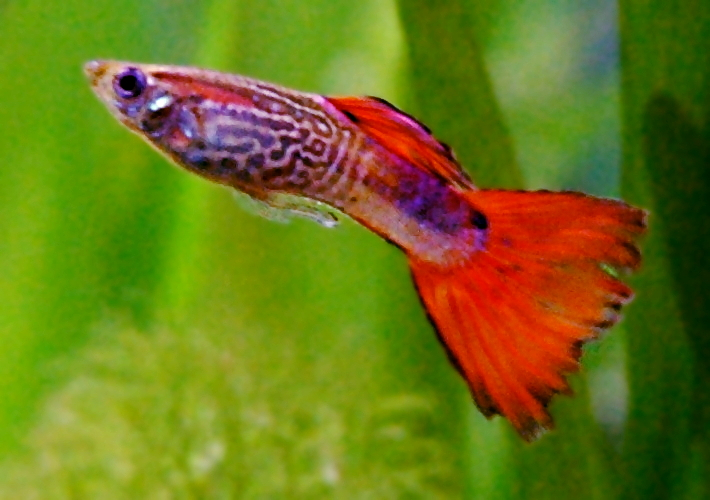
♂
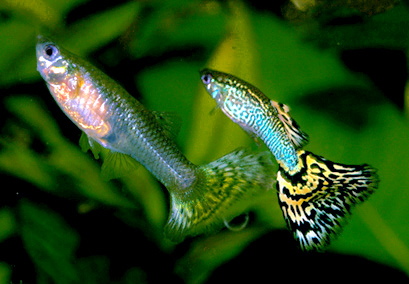
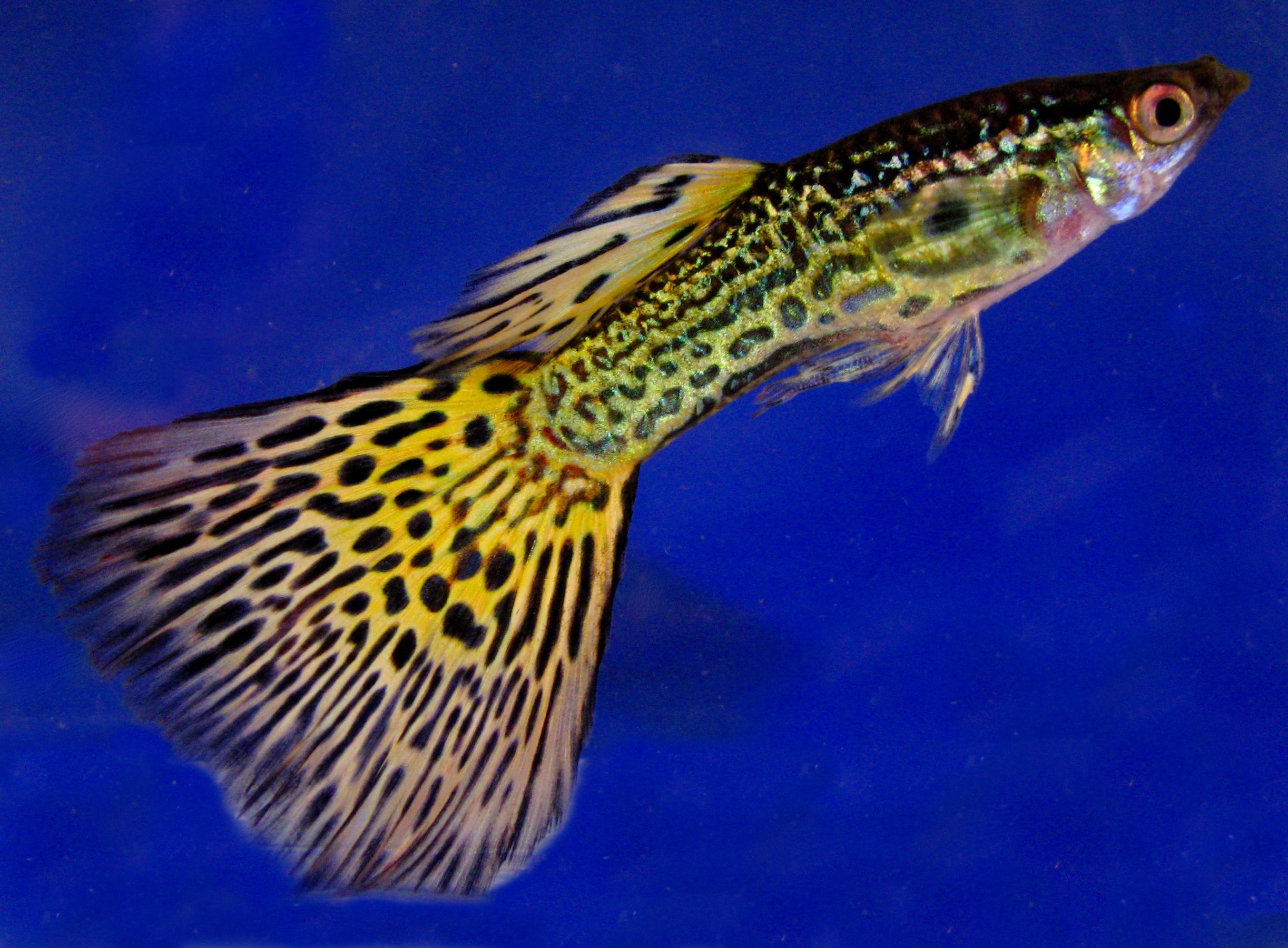
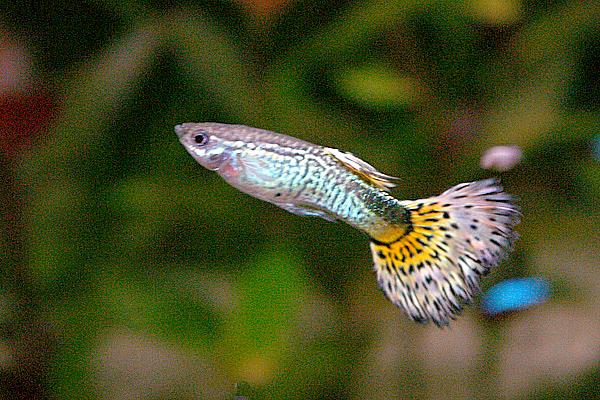
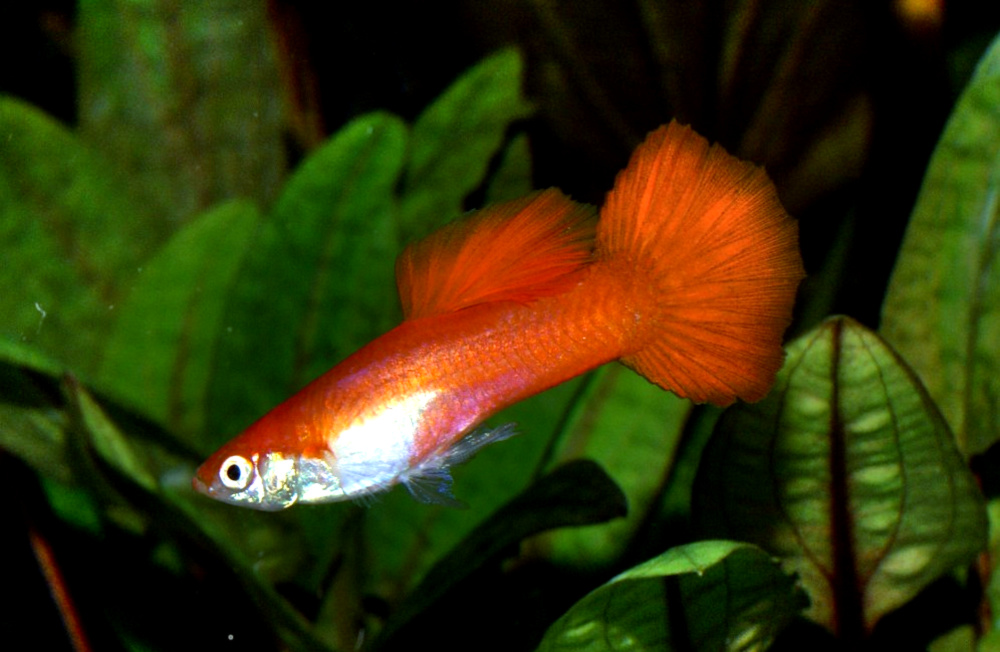
♂

## 注解
1. ↑  . 拉汉世界鱼类名典: 水产出版社. 1999年.

## 外部連結
- 觀賞魚介紹－孔雀魚 https://web.archive.org/web/20080508052602/http://www.aquatwn.com.tw/mav-ina02.htm